# Никольская церковь (Вааса)
Церковь в честь святителя Николая Чудотворца (фин. Pyhän Nikolauksen kirkko швед. S:t Nikolaus kyrka) — православный храм, находящийся в городе Вааса (Koulukatu, 45) и входящий в состав Оулуской митрополии Финляндской архиепископии Константинопольского патриархата.
Является главным храмом Ваасаского прихода.

## История
С 1809 года, с вхождением Финляндии в состав Российской империи, в городе Ваза был расквартирован русский военный гарнизон, а также прибыли русские купцы и чиновники.
Первым инициатором строительства православного храма стал министр просвещения князь А. Н. Голицын, обратившийся 1 июня 1814 года на имя Санкт-Петербургского митрополита Амвросия (Подобедова) с письмом, в котором изложил необходимость строительства в Вазе православной церкви «как по важности самого города, так и по довольному количеству жителей нашего исповедания». По докладу губернатора Вазы значилось, что кроме гарнизона, в городе всего двое православных: купцы Иван Иванович Лисицын и Артемий Семёнов, которые просили прислать священника, но денег на посторойку храма не имеют.
В 1819 году вторичная попытка уже самих купцов получить разрешение на возведение церкви также оказалась безрезультатной. Вазаский губернатор в своем ответе сообщал, что «казенного здания, удобного к обращению в православную церковь, в городе нет», как нет и средств на её постройку. Купцам было предложено возводить церковь «на свои капиталы». В 1824 году в расквартированный в Вазе артиллерийский полк был назначен военный священник, которому предписывалось «окормлять также гражданское население».
В 1845 году увеличивший своё финансовое состояние И. И. Лисицын подал новое ходатайство о строительстве храма. Интендант Управления публичных зданий архитектор Э. Б. Лорман составил проект, который 28 февраля 1852 года был одобрен императором, однако 3 августа 1852 года в Вазе произошел сильный пожар, уничтоживший практически все городские постройки.
В 1855 году император Николай I утвердил план строительства нового города, который было решено перенести ближе к морю и переименовать в Николайштадт. Губернский архитектор Карл Аксель Сеттерберг разработал новые чертежи церкви вместимостью 350 человек. 27 августа 1858 года проект получили (с поправками архитектора Г. И. Карпова) одобрение Святейшего Синода, указавшего, что православные «между городами Або и Торнео лишены всяких средств к соблюдению обрядов своей религии». На строительство купец И. И. Лисицын пожертвовал 3 тысячи рублей серебром, из строительного капитала Духовного ведомства поступило 10,2 тысячи рублей, казна выделила 6 тысяч рублей. Свой вклад внесли купцы Михаил Федорович Грачёв, а также Василий и Григорий Смирновы.
9 мая 1861 года священник вазаского 82-го пехотного полка Иоанн Лекторов совершил закладку каменного храма, строительство которого произвёл подрядчик Линдаль. Стоимость строительства однокупольной, с трапезной, церкви длиной 26,5, шириной — 18 и высотой с крестом — 24,5 метров составила 17 142 рублей серебром. Над притвором была выстроена шатровая колокольня.
9 сентября 1866 года состоялось освящение храма, совершённое гельсингфорсским благочинным протоиереем Николаем Поповым совместно с настоятелем священником Иоанном Тихомировым. На освящении присутствовал финляндский генерал-губернатор граф Н. В. Адлерберг и местный губернатор. На тот период в городе насчитывалось около 150 православных.
31 декабря 1939 года и 12 января 1940 года в период советско-финской войны (1939—1940) церковь пострадала от авианалетов. С 1979 по 1980 годы церковные интерьеры, включая роспись стен и купола, были капитально реставрированы. 30 марта 1980 года храм был заново освящен митрополитом Оулуским Львом (Макконеном).

## Внутреннее убранство
В 1864 году внутри храм был выкрашен белой краской, нижняя часть стен покрашена под мрамор, купольный свод — ультрамаринового цвета, украшен золочеными звездами.
Иконостас, иконы которого исполнены способом метахромотипии по эскизам академика Ф. Г. Солнцева, был привезен морем из Санкт-Петербурга. Среди храмовых образов примечательна икона в киоте свт. Николая Чудотворца, подаренная командиром и офицерами 9-го стрелкового полка, а также прп. Серафима Саровского, подаренная подрядчиком Шиловым. Хоругви были получены в дар от протоиерея Иоанна Сергиева. Икону Христа Вседержителя в серебряном окладе, лампады, ризницу, колокол и другие ценные вещи пожертвовал купец И. И. Лисицын.
Одной из достопримечательностей храма является плащаница на белом бархате, принадлежавшая первоначально госпитальной церкви Бомарсундской крепости на Аландских островах. В 1854 году, после разрушения крепости в период Крымской войны, плащаница была увезена нападавшими в Париж, где была выкуплена русским подданным Речинским и передана Финляндскому духовному правлению. В 1864 году плащаница была подарена в Никольскую церковь города Вазы.
После Первой мировой войны из Валаамского монастыря в Никольскую церковь были пожертвованы четыре большие иконы, датированные серединой XIX столетия — свтт. Московских Петра и Алексия, прпп. Сергия Радонежского и Серафима Саровского, свтт. Иоанна и Геннадия Новгородских, свтт. Димитрия Ростовского и Феодосия Черниговского.